# 伞形紫金牛
伞形紫金牛（学名：Ardisia corymbifera）为报春花科紫金牛属下的一个种。

## 扩展阅读
維基物種上的相關：伞形紫金牛